# أب جوان (بالش)
أب جوان (بالفارسية: آب جوان) هي قرية تقع في إيران في البلدة المركزية. يقدر عدد سكانها بـ 1,637 نسمة .